# Pogrzeb Atali
Pogrzeb Atali (fr. Les Funérailles d’Atala lub Atala au tombeau) – obraz olejny francuskiego malarza Girodet-Trisona. Jest to jedno z najpopularniejszych dzieł artysty, wystawiono je dwukrotnie w paryskim Salonie w 1808 i 1814, pierwszym właścicielem był potentat prasowy, właściciel Journal des débats Louis-François Bertin. Obecnie obraz znajduje się w zbiorach Luwru.
Malarz zilustrował tragiczny finał historii opowiedzianej przez François-René de Chateaubrianda w powieści Atala albo miłość dwojga tubylców z 1801 roku. Atala była Metyską, córką Hiszpana i Indianki z plemienia Seminoli. Pomimo że została wychowana wśród Indian, dzięki matce została chrześcijanką. W obliczu zagrożenia życia Atali matka ślubowała Bogu, że ta pozostanie przez całe życie dziewicą i umierając skłoniła dziewczynę do złożenia ślubów czystości. Dwa lata później Atalia poznaje Chactasa, jeńca Seminoli i zakochuje się w nim. Młodzi uciekają do puszczy, jednak dziewczyna znajduje się w rozterce, nie może pogodzić miłości do mężczyzny z obietnicą daną matce. Wewnętrzne rozdarcie doprowadza do tragedii, Atala popełnia samobójstwo zażywając truciznę. Przed śmiercią pocieszenia udzielił jej żyjący w dziczy zakonnik, ojciec Aubry. Umierająca poprosiła niedoszłego kochanka o przyjęcie chrześcijaństwa.

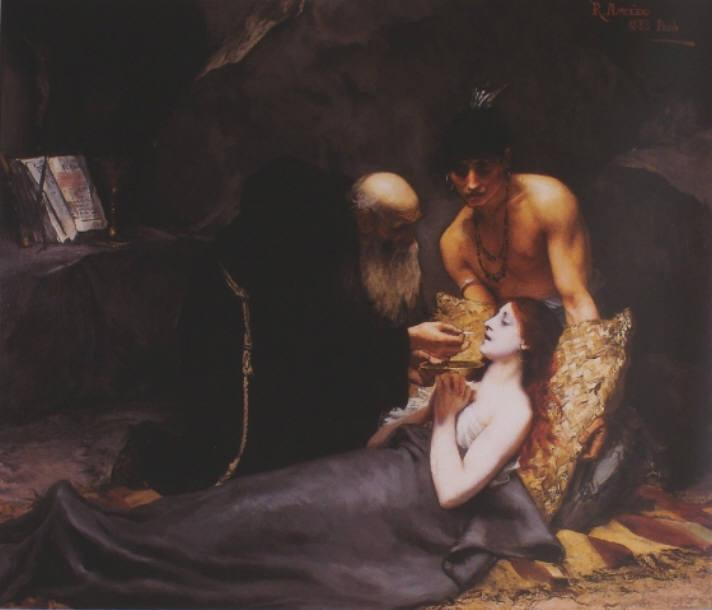
Rodolpho Amoedo, Śmierć Atali, 1883

## Opis obrazu
Artysta przedstawił moment złożenia Atali do grobu, scena rozgrywa się w wejściu do jaskini, gdzie wykopano dół. Odziany w habit ojciec Aubry trzyma ciało zmarłej pod ramionami, załamany Chactas obejmuje Atalię za nogi, jego postać przypomina bardziej greckiego herosa niż Indianina. Lewa strona jaskini jest ciemna, natomiast prawa jasna, na jej ścianie znajduje się napis stanowiący cytat z Księgi Hioba: J’ai passé comme la fleur, j’ai séché comme l’herbe des champs. Przez otwór wejściowy do groty wpadają promienie zachodzącego słońca, które skupiają się na piersi i twarzy zmarłej. Jej biała szata i krzyż w rękach świadczą o niewinności. W oddali widać bujną roślinność i sylwetkę pochylonego krzyża.
Obraz jest typowym dziełem neoklasycystycznym, świadczy o tym zarówno kompozycja, jak i użyta technika. Jednak sentymentalizm i dramatyczna nastrojowość stanowią już zapowiedź nadchodzącego romantyzmu.
Dzieło zostało dobrze przyjęte przez krytykę i było często kopiowane przez innych malarzy. Motyw śmierci Atali zainspirował też innych twórców, poruszali go m.in. Włoch Cesare Mussini (Śmierć Atali, 1835, Galleria Nazionale d’Arte Moderna Roma) i Brazylijczycy Rodolpho Amoedo (1883) i Augusto Rodrigues Duarte (Pogrzeb Atali, 1878, Museu Nacional de Belas Artes, Brasília).
Obecnie obraz uważany jest za ważny element łączący neoklasycyzm i romantyzmem w malarstwie, natomiast autor zaliczany jest do preromantyków.